# Ictalurus pricei
Ictalurus pricei és una espècie de peix de la família dels ictalúrids i de l'ordre dels siluriformes.

## Morfologia
Els mascles poden assolir els 57 cm de llargària total.

## Distribució geogràfica
Es troba al nord-oest de Mèxic.